# W〜二つの顔を持つ女たち〜
『W〜二つの顔を持つ女たち〜』（ダブルふたつのかおをもつおんなたち）は、2015年12月12日公開された映画。配給はアイエス・フィールド。

## キャスト
- 青木蕾 - 加弥乃
- 町田灯 - 梅本静香
- 嶋野志麻 - 多岐川華子
- のの（山形米子） - 桜のどか
- 蜂谷奈菜 - 岸明日香
- 藍染モナ - 森下悠里
- 足柄映太 - 金子昇
- 濱口明正 - 高知東生

## スタッフ
- 原作 - 新堂冬樹「W〜二つの顔を持つ女たち〜」（徳間書店『読楽』）
- 監督 - 藤田真一
- エンディング主題歌 - TOMORO feat.加弥乃,梅本静香,多岐川華子,桜のどか,岸明日香,森下悠里「ROPPONGI DREAM 〜W REMIX〜」
- 製作 - 嶋田豪、木戸茂、横田英之、石田浩一
- 企画・プロデュース - 星野晴美
- プロデューサー - 関顕嗣
- 協力プロデューサー - 高橋英一
- 脚本 - 清水匡
- 音楽 - 小河原周作（Rose in many Colors）
- 撮影 - 吉沢和晃
- 照明 - 殿村亮
- 録音 - 高島良太
- ラインプロデューサー - 行弘拓路
- 衣装 - 池田友紀
- メイク - 矢崎麻衣
- 宣伝プロデューサー - 植田繁、豊田紀之
- 配給 - アイエス・フィールド
- 制作協力 - アーティット
- 製作会社 - 2015映画「W〜二つの顔を持つ女たち〜」製作委員会